# Sidong-Dong (Barumun Tengah)
Sidong-Dong is een bestuurslaag in het regentschap Padang Lawas van de provincie Noord-Sumatra, Indonesië. Sidong-Dong telt 276 inwoners (volkstelling 2010).